# Krzcięcice
Krzcięcice – wieś sołecka w Polsce położona w województwie świętokrzyskim, w powiecie jędrzejowskim, w gminie Sędziszów, nad rzeką Mierzawą.
W latach 1954–1972 wieś należała i była siedzibą władz gromady Krzcięcice. W latach 1975–1998 miejscowość administracyjnie należała do województwa kieleckiego.
W miejscowości znajduje się szkoła podstawowa. W pobliżu wsi jest przystnek kolejowy Krzcięcice.
| SIMC    | Nazwa | Rodzaj  |
| ------- | ----- | ------- |
| 0993260 | Raj   | kolonia |

## Historia

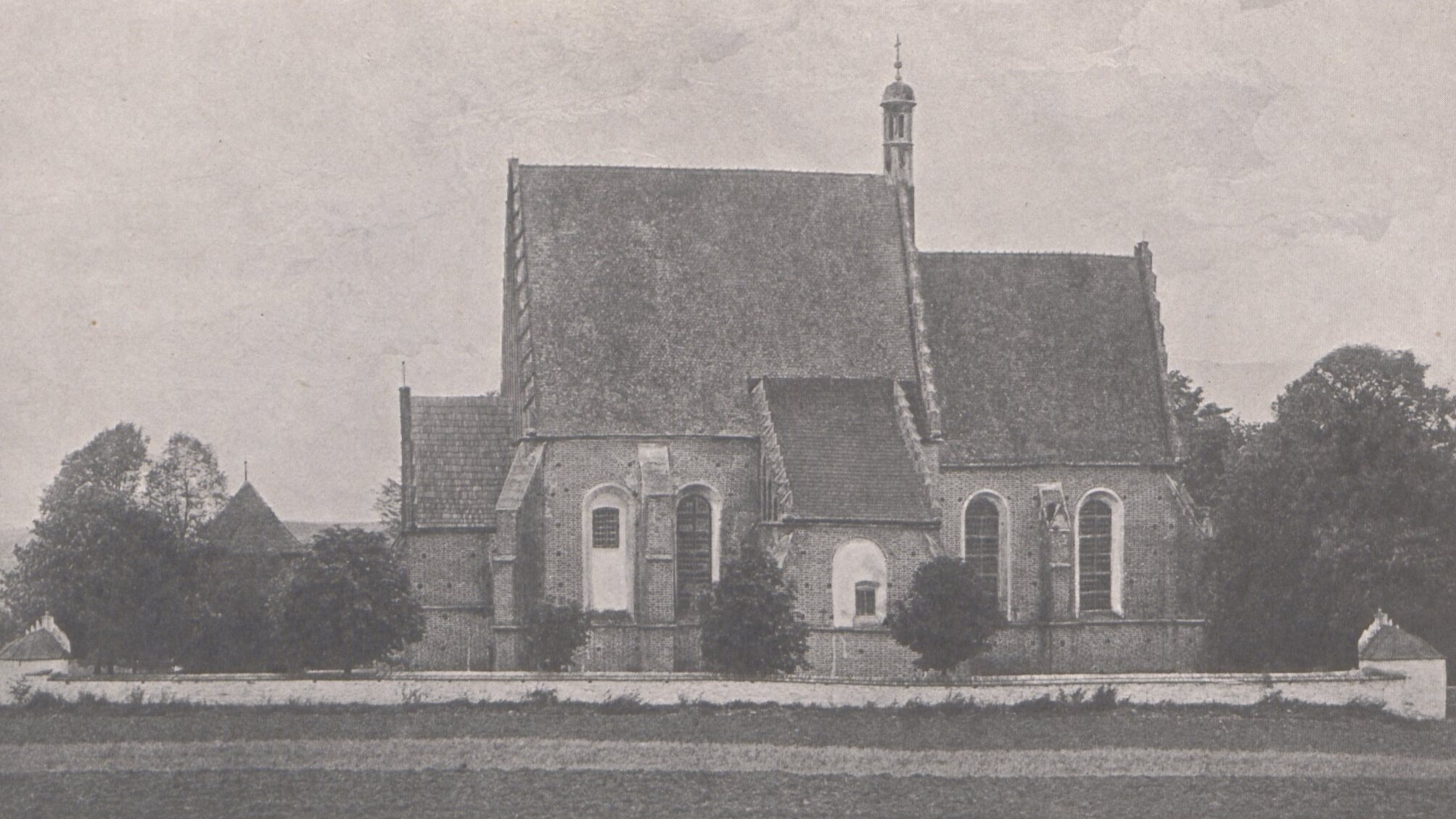
Widok kościoła przed 1913

Przed rokiem 1167 wieś stanowiła własność arcybiskupa gnieźnieńskiego, następnie przeszła na własność klasztoru cystersów w Jędrzejowie. W roku 1166 rzeczony arcybiskup gnieźnieński Jan nadaje klasztorowi jędrzejowskiemu między innymi kupioną przez siebie wieś Krzcięcice (Kodeks Małopolski t.2, 374 - tekst wydany został pod datą 1174-5, Długosz wspomina o tym w L.B.  t.3 s.362).  Przed rokiem 1346 wieś stała się z własnością szlachecką. W roku 1346 w księgach ziemskich występuje  Piotr zwany Garb dziedzic Chrancicz (Krzęcic)  (Kodeks Małopolski t.3, s.680). 

## Zabytki
- Późnogotycki kościół pw. św. Prokopa, wybudowany w latach 1531–1542. Pierwsze wzmianki o kościele i parafii pochodzą z 1325 lub 1326 r., nie wiadomo jednak, kto ufundował, prawdopodobnie w 1314 r., drewniany kościół pw. św. Prokopa. Po pożarze, z którego ocalała modrzewiowa dzwonnica, w latach 1531–1542 wzniesiono obecny murowany z fundacji dziedzica Jerzego Niemsty Kuli z rodu Jastrzębiec. Na tablicy erekcyjnej zapisano rok ukończenia budowy 1542; tuż obok na gzymsie wykute jest imię budowniczego: ALBERTUS MURATOR FORM; tablica znajduje się na wschodniej ścianie kościoła, nad nieistniejącym już freskiem. W 2. poł. XVI w. kościół pełnił funkcję zboru kalwińskiego[potrzebny przypis]. Syn fundatora przekazał kościół na potrzeby braci polskich[9]. Konsekrowany w 1670 r. przez bpa Mikołaja Oborskiego. Kościół jest orientowany, murowany z cegły w stylu późnogotyckim, składa się z nawy dwuprzęsłowej i węższego prostokątnego prezbiterium dwuprzęsłowego. Po bokach nawy dwie kaplice. Do kościoła dobudowana jest od północy zakrystia, a od strony zachodniej wysoka kruchta. W kościele do połowy XX w. na ścianach była polichromia, jednak w trakcie remontu w 1956 r. została zamalowana. Obecnie można zobaczyć gwiaździste sklepienia w układzie żeber kamiennych, o zwornikach ozdobionych herbami Jastrzębiec i Topór.Pomnik nagrobny fundatora znajduje się w kaplicy Mariackiej, zwanej lokalnie Matką Boską Krzcięcicką. W kościele znajdują się 7-głosowe organy o trakturze pneumatycznej, prospekt organowy neogotycki. Na parapecie chóru znajduje się seria malowideł ukazujących żywot św. Prokopa. Kościół oraz dzwonnica są wpisane do rejestru zabytków nieruchomych (nr rej.: A.132/1-2 z 24.12.1932 (wypis) i z 11.02.1967)[10]
- dzwonnica drewniana z XVIII w.
- zespół dworski: dwór z połowy XIX w. i park z XIX w. (nr rej.: A.133/1-2 z 7.12.1957 i z 3.05.1977)[10]
- nieczynny drewniany młyn wodny z 1892 r.